# Yahia Omar
Pour les articles homonymes, voir Omar.
Yahia Khaled Mahmoud Fathy Omar (en arabe : يحيى خالد محمود فتحي عمر), né le 9 septembre 1997 à Gizeh, est un handballeur international égyptien évoluant au poste d'arrière droit au Paris Saint-Germain.

## Biographie
Yahia Omar signe en août 2023 un contrat de trois ans avec le Paris Saint-Germain Handball qui commence à l'été 2024.

## Palmarès

### Club
Compétitions internationales
- Vainqueur de la Ligue des champions d'Afrique (3) : 2017, 2018, 2019
- Vainqueur de la Supercoupe d'Afrique (2) : 2018, 2019

Compétitions régionales
- Vainqueur de la Ligue SEHA (3) : 2020, 2021, 2022

Compétitions nationales
- Vainqueur du Championnat d'Égypte (1) : 2019
- Vainqueur de la Coupe de Hongrie (5) : 2020 , 2021, 2022 , 2023 , 2024
- Vainqueur du Championnat de Hongrie (1) :  2023
  - Finaliste  (2) : 2021, 2022
- Vainqueur du Championnat de France (1) : 2025

### Sélection nationale
Championnats du monde
- 13e place au Championnat du monde 2017
- 8e place au Championnat du monde 2019
- 7e place au Championnat du monde 2021

Jeux olympiques
- 4e place aux Jeux olympiques 2020

Championnat d'Afrique des nations
- Finaliste au Championnat d'Afrique des nations 2018
- Vainqueur au Championnat d'Afrique des nations 2020

Autres
- Finaliste des Jeux olympiques de la jeunesse de 2014

### Distinctions
- Meilleur arrière droit du Championnat d'Afrique des nations 2020
- Meilleur arrière droit du Championnat d'Afrique des nations  2022
- Meilleur joueur du Championnat d'Afrique des nations  2022
- Meilleur joueur du Championnat d'Afrique des nations  2024
- Meilleur arrière droit des Jeux olympiques 2020
- Meilleur arrière droit des Ligue SEHA 2021